# Ver sacrum
Ver sacrum (lat. „zasvěcené jaro“) je latinský název pro velmi starý zvyk kolektivního očišťování případně nucené migrace, kterým se patrně řešily obtížné situace a přebytky populace.

## Popis
V tísnivé situaci mohl kmen zaslíbit bohům všechno, co se příští jaro narodí. Zvířata byla patrně obětována, mladí lidé se ve svých dvaceti letech museli vystěhovat a hledat si místo, kde by mohli založit nový kmen. Zvyk se vyskytuje v nejstarších dějinách různých kultur, praktikoval se u Sabiniů a dalších Italiků, u Keltů, Germánů a snad i dalších. V dějinách Říma se zmiňuje jen jednou, v roce 217 př. n. l., ale o migraci se zde nemluví.

## Přenesené významy
Metaforický význam "odchodu" z tradičního prostředí a hledání nových možností se užíval zejména v symbolismu. Ver Sacrum byl v letech 1898-1903 oficiální časopis Spolku rakouských výtvarných umělců, patrně nejvýznamnější časopis hnutí Secese.